# Jack Champion
Jack Champion (Blacksburg, 17 novembre 2004) è un attore statunitense.

## Biografia
Jack è nato a Blacksburg, Virginia nel 2004 dove ha vissuto con sua madre. Ha iniziato a recitare quando aveva 8 anni, apparendo nel 2015 nella docuserie American Genius.
Nel 2017, passa l'audizione per interpretare Spider nel film di James Cameron Avatar - La via dell'acqua, tuttavia però prima di ottenere il ruolo, ha recitato in una piccola parte nel film Avengers: Endgame e ha anche avuto il ruolo da protagonista nel film horror del 2018 The Night Sitter, apparirà nel ruolo di Spider anche in Avatar 3 e Avatar 4 (che usciranno rispettivamente nel 2024 e nel 2026).
Nel 2023 appare in Scream VI nel ruolo di Ethan Landry a fianco di Jenna Ortega e Courteney Cox e in Retribution nel ruolo del figlio di Matt Turner (interpretato da Liam Neeson).

## Filmografia

### Cinema
- The Divergent Series: Insurgent (Insurgent), regia di Robert Schwentke (2015) – non accreditato
- 5ive, regia di Ashleigh Coffelt - cortometraggio (2015)
- Head in the Clouds, regia di Ashleigh Coffelt - cortometraggio (2015)
- Where Are You, Bobby Browning?, regia di Marc A. Hutchins (2016)
- Paper Football, regia di Michael Torres - cortometraggio (2016)
- Extraordinary, regia di Scotty Curlee (2017)
- Message in a Bottle, regia di Rhonda Parker (2017)
- The Night Sitter, regia di Abiel Bruhn e John Rocco (2018)
- Truck Slut, regia di Ryan Craver - cortometraggio (2018)
- Avengers: Endgame, regia di Anthony e Joe Russo (2019)
- Avatar - La via dell'acqua, regia di James Cameron (2022)
- Scream VI, regia di Matt Bettinelli-Olpin e Tyler Gillett (2023)
- Retribution, regia di Nimród Antal (2023)
- Freaky Tales, regia di Ryan Fleck e Anna Boden (2024)
- Avatar - Fuoco e cenere (Avatar: Fire and Ash), regia di James Cameron (2025)

### Televisione
- American Genius, regia di Paul Abascal e Richard Lopez – miniserie TV, episodio 1x03 (2015)
- Under the Dome – serie TV, episodio 3x03 (2015) – non accreditato
- Il gene del male (Evil Kin) – serie TV, episodio 3x02 (2015)
- Legends & Lies – serie TV, episodi 1x01-2x01 (2015-2016)
- Gone – serie TV, episodio 1x04 (2017)

## Doppiatori italiani
Nelle versioni in italiano delle opere in cui ha recitato, Jack Champion è stato doppiato da:
- Lorenzo D'Agata in Avatar - La via dell'acqua, Retribution
- Arturo Valli in Scream VI